# Fierbinți-Târg
Fierbinți-Târg – miasto w Rumunii, w okręgu Jałomica. Liczy 5253 mieszkańców (2002).